# Alà-ad-Dawla as-Simnaní
Alà-ad-Dawla Rukn-ad-Din Abu-l-Makàrim Àhmad ibn Xàraf-ad-Din Muhàmmad ibn Àhmad al-Biyabanakí as-Simnaní, més conegut simplement com a Alà-ad-Dawla as-Simnaní (Simnan, Khurasan, 1261-1336) fou un místic persa. El seu pare fou governador de Bagdad sota Il-kan Arghun i va renunciar vers 1289; un oncle fou executat.
Va defensar els punts de vista sunnites i va escriure nombroses obres. Va tenir una activitat educativa i literària tota la vida. Va morir al seu monestir a Simnan el 6 de març de 1336.